# Nilobezzia flavida
Nilobezzia flavida är en tvåvingeart som beskrevs av Remm 1980. Nilobezzia flavida ingår i släktet Nilobezzia och familjen svidknott.
Artens utbredningsområde är Tadzjikistan. Inga underarter finns listade i Catalogue of Life.